# Zülow (Alemania)
Para el pueblo de Lituania, véase: Zulow o Zalavas.
Zülow es un municipio situado en el distrito de Ludwigslust-Parchim, en el estado federado de Mecklemburgo-Pomerania Occidental (Alemania). Tiene una población estimada, a fines de 2020, de 146 habitantes.
Es parte de la comunidad de municipios (en alemán, amt) de Stralendorf.
Está ubicado junto a la frontera con el distrito de Mecklemburgo Noroccidental.